# Cissus conchigera
Cissus conchigera är en vinväxtart som beskrevs av Henry Nicholas Ridley. Cissus conchigera ingår i släktet Cissus och familjen vinväxter. Inga underarter finns listade i Catalogue of Life.